# More Experience
More Experience – wydany pośmiertnie album koncertowy Jimiego Hendrixa, zawierający 7 utworów zarejestrowanych podczas koncertu w Royal Albert Hall 24 lutego 1969 roku. Pierwotnie miał być soundtrackiem do filmu „Experience” dokumentującego ten występ.

## Lista utworów
Autorem wszystkich utworów, chyba że zaznaczono inaczej, jest Jimi Hendrix.
| Strona A | Strona A                         | Strona A |
| Nr       | Tytuł utworu                     | Długość  |
| -------- | -------------------------------- | -------- |
| 1.       | „Little Wing”                    | 3:20     |
| 2.       | „Voodoo Child (Slight Return)”   | 7:17     |
| 3.       | „Room Full of Mirrors” (edited)” | 2:56     |
|          |                                  | 13:33    |

| Strona B | Strona B                          | Strona B |
| Nr       | Tytuł utworu                      | Długość  |
| -------- | --------------------------------- | -------- |
| 1.       | „Fire”                            | 3:44     |
| 2.       | „Purple Haze”                     | 3:04     |
| 3.       | „Wild Thing” (Taylor)             | 1:30     |
| 4.       | „Bleeding Heart (edited)” (James) | 5:30     |
|          |                                   | 13:48    |

## Artyści nagrywający płytę
- Jimi Hendrix – gitara, śpiew
- Mitch Mitchell – perkusja
- Noel Redding – gitara basowa

## Źródła
- Joe Viglione: More Experience. AllMusic. [dostęp 2021-02-11]. [zarchiwizowane z tego adresu (2021-02-11)]. (ang.).